# Rhamphichthys rostratus
Rhamphichthys rostratus är en fiskart som först beskrevs av Carl von Linné 1766.  Rhamphichthys rostratus ingår i släktet Rhamphichthys och familjen Rhamphichthyidae. Inga underarter finns listade i Catalogue of Life.